# Saygus
Saygus est un fabricant américain de smartphones basé à South Jordan, Utah fondé par Chad Sayers.

## Récompenses
Saygus est récompensé du Best of State Award dans la catégorie Hardware/Firmware. Le Best of State Awards a été créé pour récompenser les organisations, les entreprises et les personnes exceptionnelles de l'état de l'Utah. Les candidats du Best of State sont évalués par des juges selon trois critères: la réussite de leurs efforts; l'utilisation d'approches ou de méthodes innovantes; et la contribution à une meilleure qualité de vie dans l'Utah.

Saygus a reçu la récompense d'innovation du CES 2015 dans la catégorie « Wireless Handsets ».

## Produits
Saygus a fabriqué deux smartphones: VPhone et V²

### VPhone
Saygus VPhone a été terminé en 2009, mais il n'a jamais été commercialisé.

#### Spécifications[6]
| Écran            | - TFT 480x800px (3.5")                                                                                   |
| Dimensions       | - 116,5 × 59,5 × 20,3 mm                                                                                 |
| Caméras          | - 5.0 MPx, 2592x1944px, Flash: dioda, Autofocus - 0.3 Mpx, 640x480px - Enregistrement vidéo, appel vidéo |
| Mémoire          | - 16384 MB - MicroSD max. 32 Go - 512 MB RAM oraz 256 ROM                                                |
| Processeur       | - Marvell PXA 310, 806,0 MHz                                                                             |
| OS               | - Android 1.5                                                                                            |
| Capteurs         | - GPS, Accéléromètre, boussole numérique                                                                 |
| Réseaux télécoms | - CDMA 800, CDMA 1900                                                                                    |
| Réseau sans fil  | - Wi-Fi 802.11 b/g - Bluetooth 2.0                                                                       |
| Connectique      | - USB 2.0                                                                                                |
| Audio            | - Formats : MP3, MIDI, AAC, AAC+, AMR-NB, AMR-WB                                                         |
| Alimentation     | - Li-Po 1500 mAh                                                                                         |
| Autres           | - Lecteur vidéo : MPEG2, MPEG4, H.263, H.264                                                             |

### V²
Saygus V² a été présenté au Consumer Electronics Show 2015. récompensé du CES 2015 Innovation Award dans la catégorie "Wireless Handsets".
Les livraisons du V² étaient prévues à partir du 22 mai 2015, mais ont été retardées.

#### Spécifications[11]
| Écran            | - 5” résolution 1920 x 1080p (445 ppi) Full HD - Sunlight Viewable Screen - Écran sans bordure - Capteur de luminosité arrière et frontale – améliore le contrôle de la luminosité de l'écran - Corning Gorilla Glass 4                      |
| Dimensions       | - 67 × 137 × 9,7 mm |
| Poids            | - Approx. 5 ounces (141 g) |
| Caméras          | - Arrière : 21 MP avec stabilisation optique, Auto Focus, et flash double LED - Frontale : 13 MP avec stabilisation optique et Auto Focus - Bouton déclencheur - Enregistrement vidéo 4K                                                     |
| Mémoires         | - 3 Go LPDDR3 933 MHz Dual-channel 32-bit - 128 Go de stockage interne flash - Deux UHS-I slots MicroSDXC (extensible à 512 Go en utilisant des cartes mémoire SanDisk’s 256 Go)                                                             |
| Processeur       | - 2.5Ghz Quad Core Qualcomm Snapdragon 801 - Qualcomm Adreno 330 GPU - Une version mise à jour incluant un 2.45Ghz Octa-Core 64bit Qualcomm Snapdragon 835. - Qualcomm Adreno 540 GPU                                                        |
| OS               | - Android 6.0.1 (Marshmallow). - Une version mise à jour incluant Android 7.1.2 (Nougat). |
| Capteurs         | - GPS, Gyroscope, accéléromètre, boussole, proximité, lumière ambiante |
| Réseaux télécoms | - norme mondiale : GSM/CDMA/LTE - 2 slots de carte SIM - Antenne technologie fractale |
| Réseau sans fil  | - Bi-band Wi-Fi (2.4G/5G) 802.11 a/b/g/n/ac - NFC (Android Beam) - Bluetooth 4.0 basse consommation - Sans fil 60 GHz (WiHD) permettant l'échange rapide de données et streaming vidéo (jeux) - Émetteur infra-rouge (télécommande TV/Hi-Fi) |
| Connectique      | - micro-USB 3.0 Type C – Device, Host, OTG and MHL (HDMI) - Jack 3,5 mm audio stéréo et microphone - Lecteur latérale d'empreintes digitales                                                                                                 |
| Audio            | - Haut-parleurs stéréo - Technologie audio w/ vidéos 3D audio Harman Kardon - Haut-parleurs et microphone Harman Kardon - 3 Microphones - Technologie d'annulation du bruit                                                                  |
| Alimentation     | - Batterie 3200 mAh Amovible - Recharge sans fil Qi - Circuit d'économie d'énergie - Améliore la durée de vie de la batterie de 50% - Recharge rapide 2.0                                                                                    |
| Autres           | - Technologie de résistance à l'eau IPX7 - Armored Online Mobile Security - Accès root ("mode développeur") - Multi-Boot (supporte de démarrer d'une carte MicroSD) Fonctionnalité exclusive au V²                                           |

#### Accessoires
- Récepteur WiHD[20] permettant la réception rapide de flux vidéo.
- casque audio SqGl (pronounced “Squiggle”)[21]

#### Phase de pré-commande
Jusqu'au 8 mai 2015, Saygus acceptait les pré-commandes sur son site Internet seulement. Les pré-commandes comprenaient un téléphone V² + 1 batterie supplémentaire + 1 protection d'écran personnalisée, le tout au prix de 549 $ (USD).
Depuis le 15 juin 2015, Saygus lance une seconde vague de pré-commande sur Indiegogo
Au cours de cette phase de pré-commande, Andreas Erhard a aidé Saygus permettant une meilleure communication aux clients/utilisateurs.
Les personnes faisant partie des premières pré-commandes pourront échanger la première version du Saygus V² par une version mise à jour incluant un Qualcomm Snapdragon 835.

## Événements
- Saygus au CeBIT 2015[24] presents V² smartphone[25]
- Saygus présente le V² au CES 2015[26]
- Saygus presente le V² au MWC 2015[27]
- Saygus présente le V² dont le matériel a été mis à jour au VIP Penthouse Lounge à Los Angeles[17]